# Aviation & Marine International
Aviation & Marine International était une revue publiée en Suisse ayant comme thème l’aviation et la marine.

## Généralités
La revue Aviation & Marine International, éditée par la société italo-suisse Interconair AG, apparaît pour la première fois en 1973. Sa spécificité est d’aborder à la fois les thèmes de l’aviation et de la marine en une seule publication.
Cette revue est issue du titre Interconair Aviazione e Marina publié en Italie à partir de 1961,.
Publié en anglais uniquement, ce mensuel comporte une centaine de pages au format A4 avec des photos noir et blanc, des photos en couleurs ainsi que des dessins. Elle est constituée d’une édition Atlantique, depuis 1973, destinée aux pays occidentaux et d’une édition destinée à l'Afrique et au Moyen-Orient apparue en 1974.
En 1979, on estimait son tirage à 34 000 exemplaires pour l’édition Atlantique et 88 500 exemplaires pour l’édition destinée aux pays d’Afrique et du Moyen-Orient.
La revue a été publiée jusqu’en 1981. Le titre Ground defence international  (ISSN 0307-4420) a fusionné avec Aviation & Marine International et Asia & Africa military review pour former la nouvelle revue Strategy & defence « National Library of Australia », sur catalogue.nla.gov.au (consulté le 16 avril 2010)